# Comportament pertorbat
Comportament pertorbat  (títol original: Disturbing Behavior) és un thriller de terror i de ciència-ficció canadenco- estatunidenco-australià dirigit per David Nutter, estrenat l'any 1998. Ha estat doblat al català.

## Argument
Copejat per la mort del seu fill petit, la família Clark decideix traslladar-se per a instal·lar-se a un poble situat sobre una illa, Cradle Bay. A penes arribat al seu nou institut, el seu fill més jove, Steve, observa que els joves d'aquí estan organitzats segons un sistema jeràrquic molt punxegut, a la cimera del qual regnen els « Cintes blaves », un club estrany on es troben els joves que ho aconsegueixen tot. Gavin, un adolescent atípic, prevé llavors Steve que coses estranyes tenen tendència a produir-se a l'illa, sempre lligades a aquestes famoses « Cintes blaves »…

## Repartiment
- James Marsden: Steve Clark
- Katie Holmes: Rachel Wagner
- Nick Stahl: Gavin Strick
- Chad Donella: U.V
- Bruce Greenwood: Dr. Edgar Caldicott
- Natassia Malthe: Mary Jo Copeland
- William Sadler: Dorian Newberry
- AJ Buckley: Charles « Chug » Romanç
- Crystal Cass: Lorna Longley
- Brendan Fehr: Brendan - Motor Jock
- Steve Railsback: oficial Cox
- Katharine Isabelle: Lindsay Clark
- Ethan Embry: Allen Clark
- Terry David Mulligan: Nathan Clark
- Jay Brazeau: principal Weathers
- David Paetkau: Tom Cox
- Susan Hogan: Cynthia Clark
- Tygh Runyan: Dickie Atkinson
- Derek Hamilton: Trent Whalen
- Tobias Mehler: Andy Effkin

## Rebuda
- Premis MTV Movie 1999: Millor revelació femenina
- Premis Saturn 1999: Millor jove actor (Katie Holmes)
- Crítica
  - "Encara que una miqueta inquietant, no explota a fons tan interessant premissa argumental."[3]
  - "Historia absurda, un desgavell. Successió de maldestres esglais (...) Candidata al pitjor film de l'any. L'únic atractiu és que amb prou feines sobrepassa els vuitanta minuts de durada"[4]